# Lálbág-erőd
A Lálbág-erőd (bengáli nyelven: লালবাগের কেল্লা (Lálbáger kella) vagy লালবাগ দুর্গ (Lálbág durg)) a bangladesi főváros, Dakka egyik 17. századi műemlékegyüttese, egy befejezetlen mogul erőd. 1999 óta szerepel a világörökségi javaslatok listáján is.

## Története
Az erődöt Mohamed Azám, a későbbi mogul sah kezdte építtetni 1678-ban, 15 hónapig tartó bengáli alkirályi időszaka alatt, de még mielőtt a munkák befejeződtek volna, Aurangzeb sah visszahívta őt pozíciójából. Utódja, Sájeszta Khán, bár 1688-ig Dakkában maradt, nem folytatta az építkezést, többek között azért, mert lánya, Bibi Pari (Pari Bibi) 1684-ban itt halt meg, ezért Khán számára az építmény baljóslatú volt.
Kezdetben az erőd a Buriganga folyó északi partján állt: még Charles D’Oyly 1810 körül készült festményén is látható, hogy déli és délnyugati szélein több mint fele hosszúságban érintkezett a folyóval. Azóta a folyó medre délre vándorolt, és ma már több száz méterre húzódik az erődtől.

## Leírás
Az erőd ma egy közel téglalap alakú, közel 73 000 m²-es területen fekszik Dakka déli, a régi városnegyed délnyugati részén, de korábban területe keleti irányban nagyobb volt, átnyúlt a mai Sájeszta Khán utca túloldalára is. Sokáig csak külső erődített falainak maradványai, három kapuépítmény, valamint három fő épület: egy mecset, egy kormányzói rezidencia és Bibi Pari síremlék-építménye volt belőle ismert, de ásatások során 26–27 egyéb építmény maradványai kerültek elő, amelyek jól kidolgozott vízellátási és -elvezetési rendszerrel, szökőkutakkal és tetőkertekkel is rendelkeztek. A feltárás után felújított terület ma kedvelt turisztikai célpont.
A három kapu közül a déli (délkeleti) a leglátványosabb. Ez egy háromszintes építmény oromzattal, karcsú minaretekkel a szélén, az erőd belsejéből nézve viszont egy kétszintes építmény benyomását kelti. Az északkeleti kapu jóval kisebb és egyszerűbb, az északi falszakasz közepén nyíló harmadik kapu pedig eredetileg befejezetlen maradt: a ma ott látható építmény egy új hozzáépítés. A keleti erődfal, amely a délkeleti és az északkeleti kaput köti össze, szintén nem eredeti, a nyugati fal pedig a déli sarokbástyától indul észak felé, majd egy idő után elveszik. A déli fal kettős: a külső 6,1 m, a belső pedig 13,72 méter magas, és mindkettő 1,37 méter vastag. A külső teljesen tömör, míg a belső falon a külső fal magassága fölött rendszeres térközönként nyílások helyezkednek el, és ugyancsak egyenletes távolságonként öt bástya is állt itt. A nyugati falon két bástya volt. A hét bástya legnagyobbika a délkeleti főkapu közelében található, az egykori istálló mögött, és egy föld alatti alagúttal is rendelkezett. Az öt déli bástya közül a középső egy-, míg a többi kétszintes volt, de a középsőnek volt egy föld alatti szobája is. A délnyugati sarkon álló kétszintes bástya tetején egy víztározót alakítottak ki, amely agyagcsövek segítségével az erőd területén található összes építménnyel összeköttetésben állt. A kormányzói lakhoz tartozó fürdő és a Bibi Pari-síremlék között egy igen erős, dupla agyagcsövet is feltártak (két cső vezetett egymás belsejében).
A déli fal északi oldalán istálló és egy adminisztrációs részleg épületei álltak, ezen terület nyugati részén pedig egy tetőkert volt, szökőkutakkal és egy kis tavacskával. A lakóterület a nyugati fal keleti oldalán terült el, nagyobbrészt a mecsettől délnyugatra, itt egy szennyvízcsatorna maradványait is feltárták.
A terület három legjelentősebb, ma is álló épülete a nyugat-keleti irányban elnyúló téglalap hossztengelyében helyezkedik el: nyugaton a mecset, középen Bibi Pari síremléke, keleten pedig a kormányzói rezidencia (Diuján-i-ám). Ezeket egy szökőkutakkal díszített vízcsatorna köti össze. Két másik ugyanilyen csatorna is található a területen, mindkettő észak-déli irányú: az egyik a sírépülettől indul délre a fenti víztározó felé, a másik a sírépület és a kormányzói rezidencia között félúton húzódik a terület teljes szélességében. Ahol ez utóbbi a hossztengelyben futó csatornát keresztezi, egy négyzet alakú medencét építettek ki, szintén szökőkutakkal. A rezidenciától keletre egy 72 méteres oldalhosszúságú, négyzet alakú medencét létesítettek, ahova a négy sarkán elhelyezkedő kis téglalépcsőkön keresztül lehet lejutni.
A Diuján-i-ám egy kétszintes épület, nyugati oldalához pedig egy egyszintes fürdőt (hammámot) toldottak hozzá. A fürdőhöz egy kis konyha, egy kemence, egy öltöző, illemhely és téglából falazott fürdőkád is tartozik, valamint egy föld alatti szoba, ahol a vizet melegítették.
Bibi Pari síremléke kilenc szobából áll: nyolc helyiség veszi körül a középső, négyzetes szobát, ahol a leány földi maradványai nyugszanak, és amelyet nyolcszögletű, sárgaréz lemezekkel fedett álkupola fed. Ezen szoba falait fehér márvány borította, a hozzá kapcsolódó négy oldalsó helyiségéit pedig egy méteres magasságig kővel burkolták be. A sarkokon elhelyezkedő négy szoba falait virágos díszítésű csempék borították: a felújításkor a csempézést visszaállították, de az eredeti csempékből csak kettőt tartottak meg. A délkeleti sarokszobában egy kis sír található, ezt Samszád bégum sírjának tartják, aki valószínűleg Bibi Pari rokona lehetett.
A mecset három kupolával rendelkezik, keleti oldalán pedig egy víztartály helyezkedik el, amelyet a szertartásos mosdáshoz használnak.

## Képek

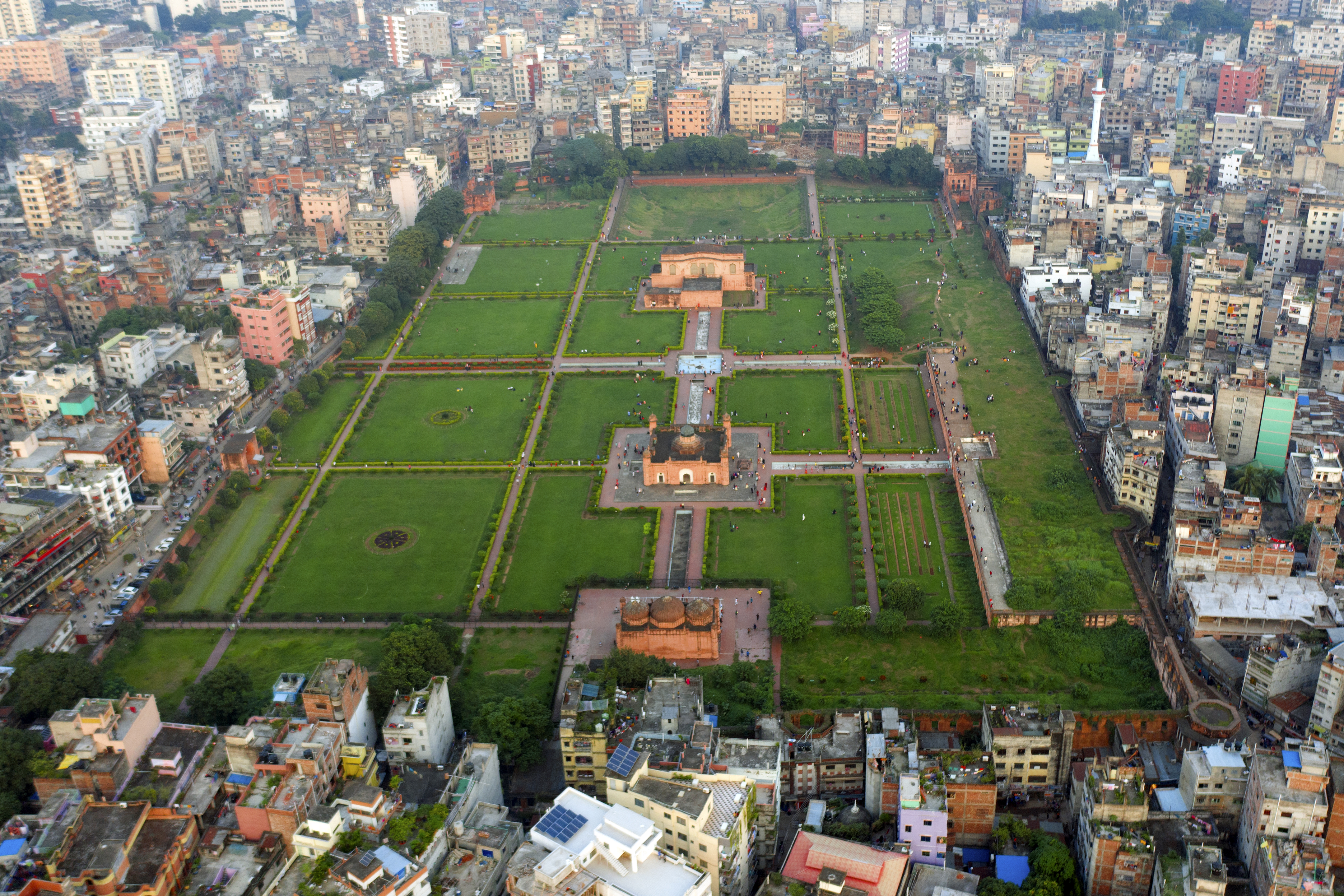
A terület látképe a magasból
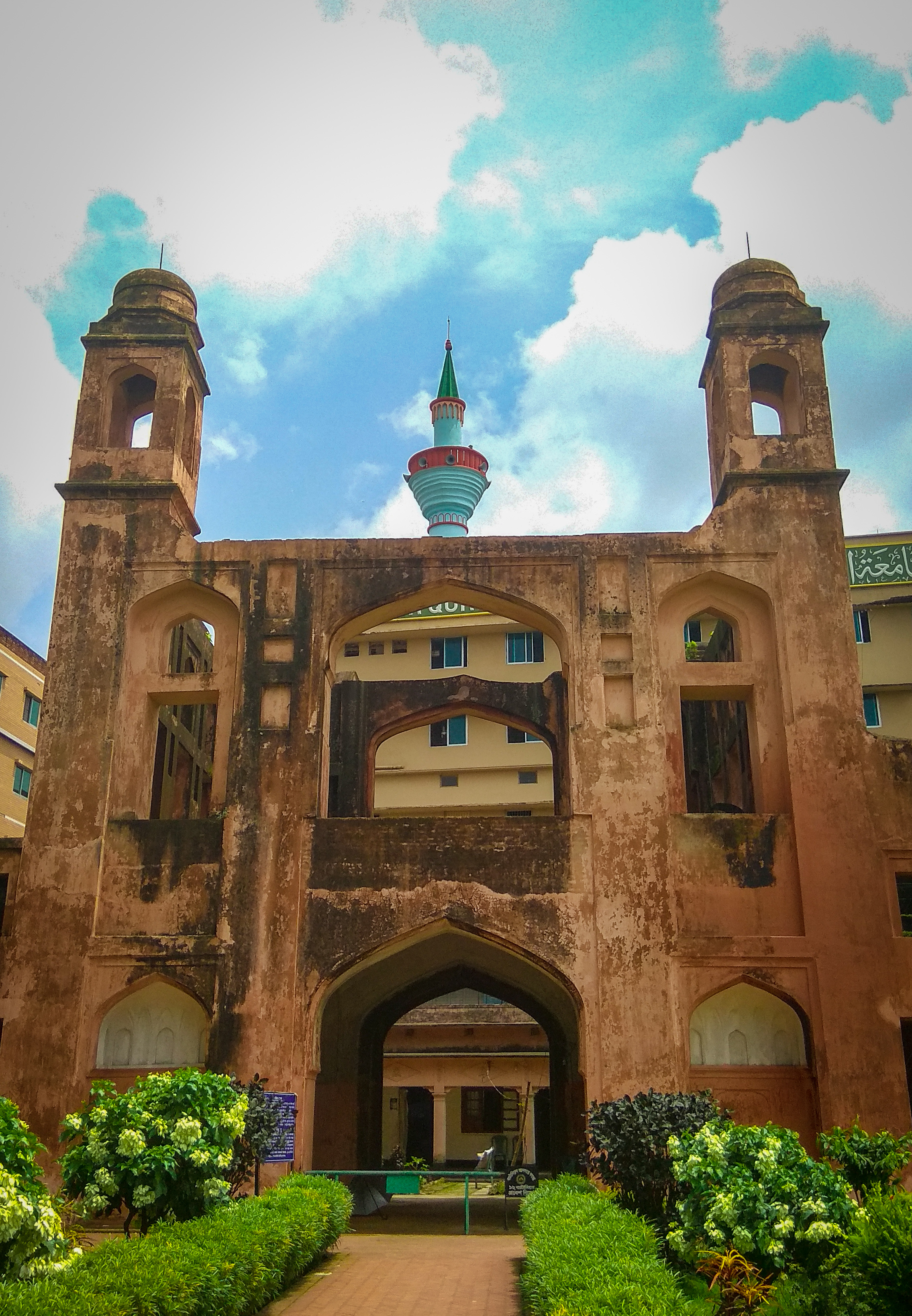
A délkeleti bejárati kapu
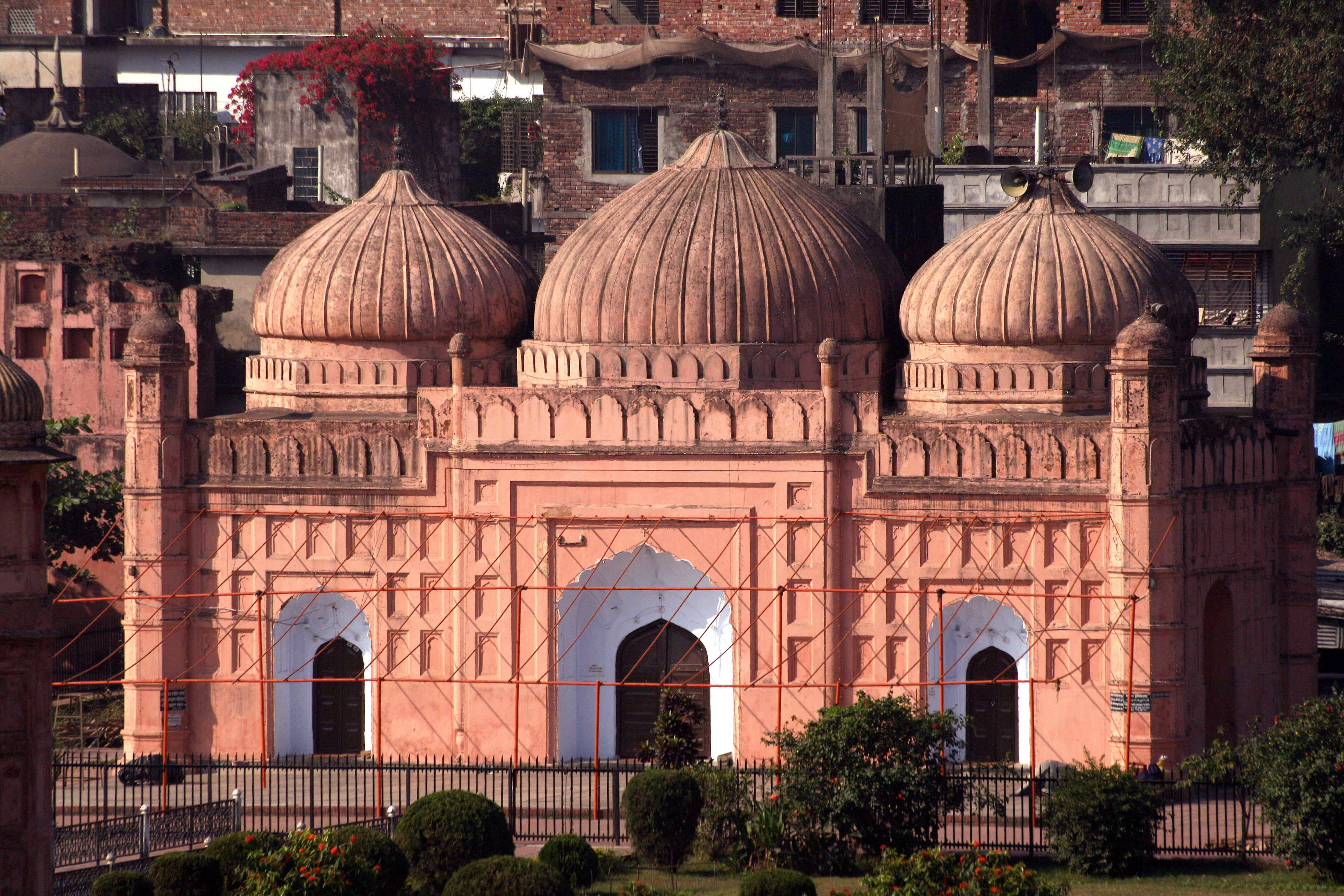
Az erőd mecsetje
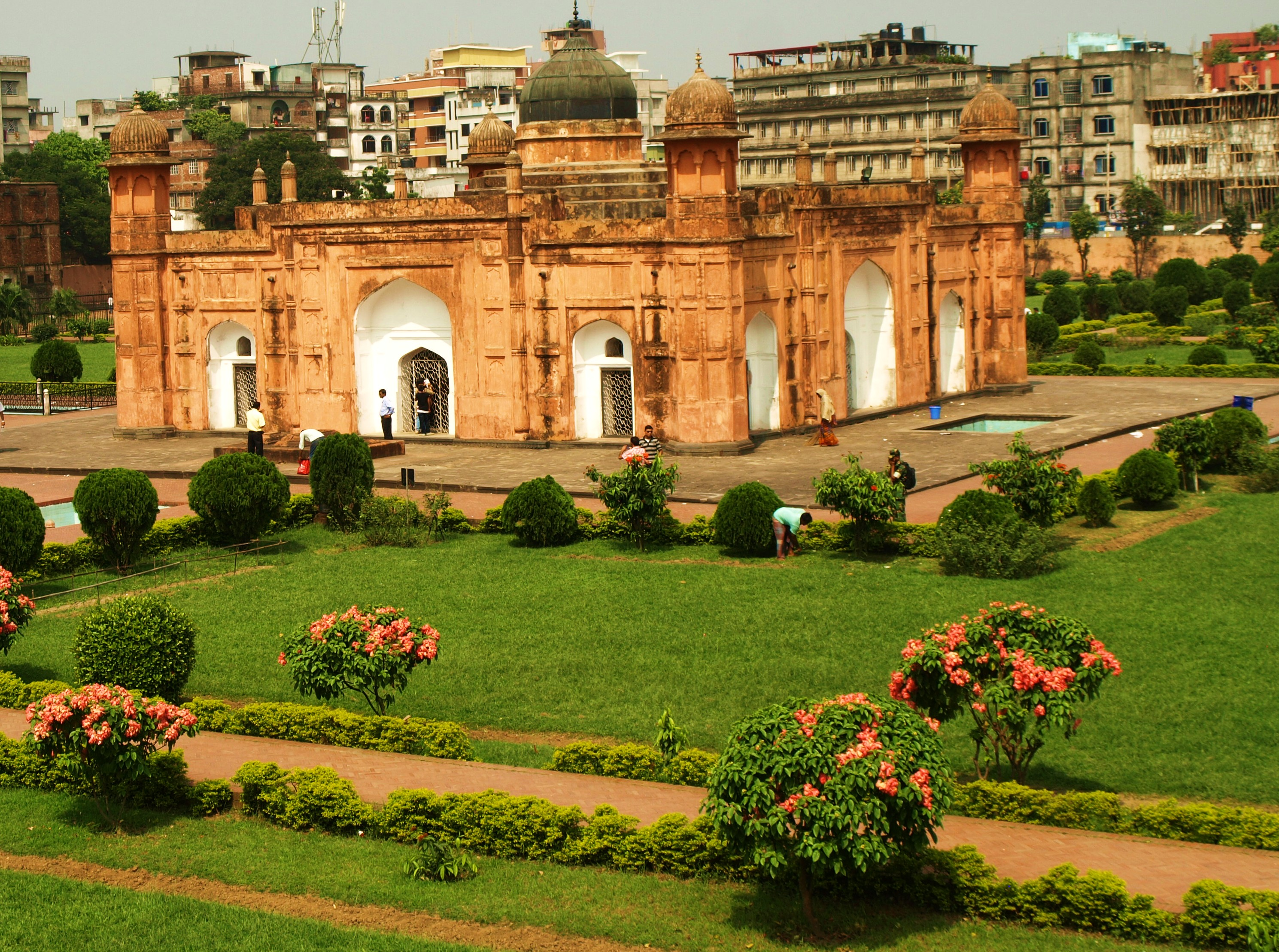
Bibi Pari síremléke
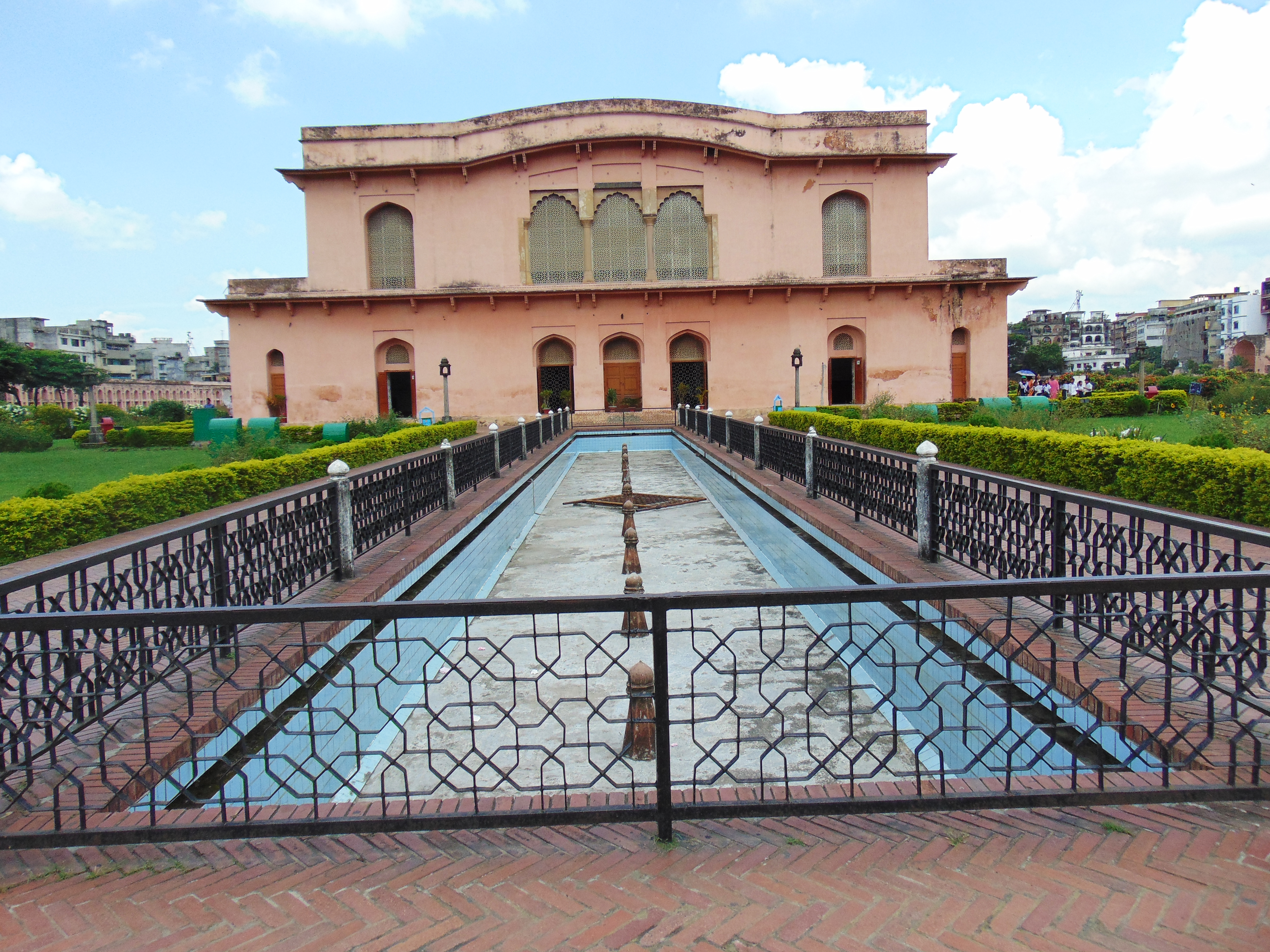
A kormányzó rezidenciája, a Diuján-i-ám